# Lamborghini American Challenge
Lamborghini American Challenge é um jogo eletrônico de corrida lançado pela Titus France em novembro de 1993 para os consoles Super Nintendo, Amiga CD32, Atari ST, Commodore 64 e Game Boy. Trata-se de um upgrade do jogo Crazy Cars III, lançado pela mesma desenvolvedora para MS DOS em 1992.
Uma curiosidade que poucos sabem é que o jogo é compatível com o Super NES Mouse e também com a pistola Super Scope. Para isso, basta conectar um desses periféricos no player 2, e o game liberará a opção "Shooting Mode". Neste modo, enquanto o player 1 dirige o carro, será permitido ao player 2 mirar e atirar nos adversários.

## O Jogo
O objetivo do game era basicamente correr em rachas clandestinos com uma Lamborghini Diablo e ganhar dinheiro sujo com as apostas. Era possível escolher entre três motoristas: Pam, que usava uma Lamborghini Diablo amarela; Joe com a Diablo de cor preta; e Sly, que usava o modelo prata do carrão. A escolha dos motoristas era simplesmente estética, já que a dirigibilidade dos 3 personagens era idêntica. Ao melhor estilo RPG, o game dava oportunidade ao player de administrar a própria grana, escolhendo o quanto queira apostar nas corridas e utilizando-a com a finalidade de manutenção e/ou upgrade do veículo após os pegas. Outra novidade trazida pelo game eram as perseguições policiais, que trazia mais adrenalina para as corridas.
Um dos pontos altos do jogo era sua trilha-sonora baseada no gênero Jazz fusion.

## Recepção
| Críticas profissionais | Críticas profissionais |
| Avaliações da crítica  | Avaliações da crítica  |
| Fonte                  | Avaliação              |
| ---------------------- | ---------------------- |
| CU Amiga Magazine      | (88/100)               |
| Computer Gaming World  | [ 3 ]                  |

Tony Dillon, da revista "CU Amiga Magazine" deu uma nota 88 à versão do console Amiga CD32, dizendo tratar-se de "o jogo mais competente e agradável que Titus já produziu, e um jogo que vale a pena ter. Pode não ser tão suave quanto os jogos da série "Lotus", tão rápido quanto os da série "F1" ou tão jogável como os da série "Jaguar", mas ainda assim é um jogo legal". A "Computer Gaming World deu ao jogo três estrelas em cinco, afirmando que "para emoções e adrenalinas, pode ser o título".
Apesar de o jogo ter obtido críticas positivas, uma grande fonte de reclamações veio do sistema de save, já que só era permitido aos players salvar seu progresso uma vez a cada quatro corridas. Como o jogo exige que o jogador sempre termine em primeiro lugar para progredir no jogo, isso significa que os jogadores precisam vencer quatro corridas seguidas antes de salvar seu progresso.

== Sequências ==
- Em 1997, a mesma desenvolvedora (Titus France) lançou o sucessor deste game, Automobili Lamborghini, para o Nintendo 64.[4]